# کالیمانتان

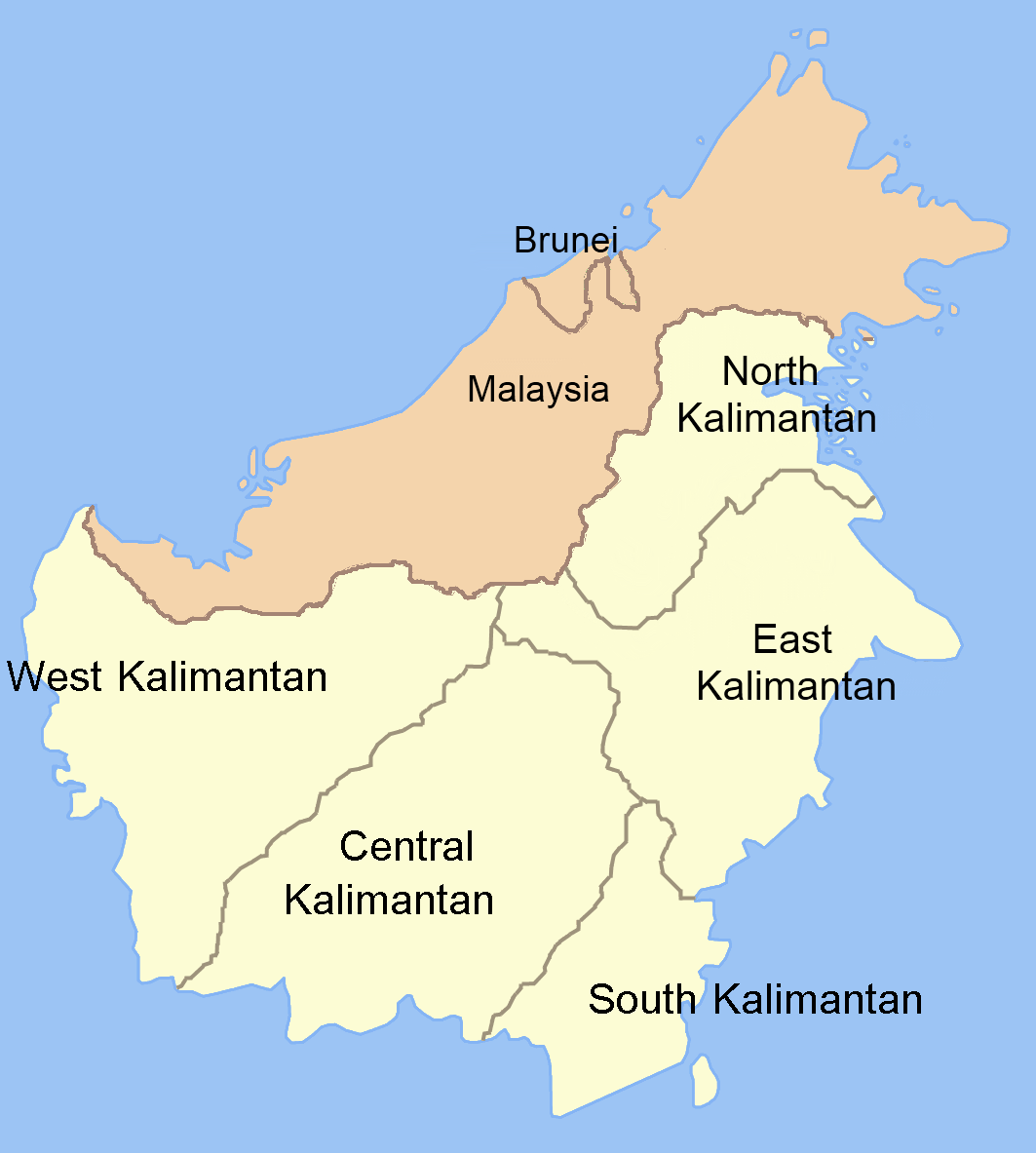
کالیمانتان (رنگ روشن) و تقسیمات آن

کالیمانتان، نام در زمان استعمار بورنئوی هلند، نام آن قسمت از جزیره بورنئو است که جزو خاک اندونزی به‌شمار می‌آید. این قسمت، مرکز و جنوب این جزیره را اشغال می‌کند و ۵۴۴٬۱۵۰ کیلومتر مربع مساخت دارد. در زبان اندونزیایی نام کالیمانتان برای اشاره به کل جزیره بورنئو به‌کار می‌رود.
نام کالیمانتان از سانسکریت گرفته شده و به معنی «جزیره با هوای سوزان» است که به هوای بسیار گرم و مرطوب این جزیره اشاره دارد.
خاک اندونزی ۷۳ درصد از مساحت جزیره بورنئو و ۶۹٫۵ درصد از جمعیت آن را دربر می‌گیرد.
قسمت‌های غیراندونزیایی این جزیره در زمان استعمار بورنئوی بریتانیا نام داشت و عبارتند از کشور برونئی و منطقه مالزی شرقی که مالزی شرقی دو ایالت صباح و ساراواک کشور مالزی و ناحیه فدرال لابوآن را در خود جای داده‌است.

## تقسیمات
کالیمانتان اندونزی به چهار استان تقسیم می‌شود.
- کالیمانتان مرکزی (کالیمانتان تنگاه) در جنوب با پایتختی پالانگکارایا
- کالیمانتان شرقی (کالیمناتان تیمور)، در شمال شرق با پایتختی ساماریندا
- کالیمانتان جنوبی (کالیمانتان سلاتان) در جنوب شرق با پایتختی بانجارماسین
- کالیمانتان غربی (کالیمانتان بارات) در غرب با پایتختی پونتیاناک

## تاریخچه
واقعه «کونفرونتاسی» یا «رویارویی اندونزی و مالزی» از سال ۱۹۶۲ تا ۱۹۶۶ بر سر مرزهای مالزی و اندونزی در جزیره بورنئو اتفاق افتاد.